# Église Saint-Pierre de Guignicourt
L'église Saint-Pierre est une église située à Guignicourt en France.

## Localisation
L'église est située sur le territoire de la commune de Villeneuve-sur-Aisne dans la commune déléguée de Guignicourt dans le département de l'Aisne.

## Classement
Le monument est classé depuis le 10 février 1921 à l'inventaire des monuments historiques.